# Пачозеро (озеро, Холмогорский район)
Пачозеро (устар. Пал-озеро) — пресноводное озеро на территории муниципального образования Хаврогорского Холмогорского района Архангельской области.

## Физико-географическая характеристика
Площадь озера — 1,2 км², площадь водосборного бассейна — 9,2 км². Располагается на высоте 16,1 метров над уровнем моря.
Форма озера лопастная, продолговатая: оно почти на три километра вытянуто с северо-запада на юго-восток. Берега изрезанные, каменисто-песчаные, местами заболоченные.
С северо-запада Пачозеро соединено с озером Пинежским, из которого берёт начало река Малая, приток Пингиши.
Острова на озере отсутствуют.
Населённые пункты и автодороги вблизи водоёма отсутствуют.
Код объекта в государственном водном реестре — 03020300411103000004615.